# Налимово (Омская область)
Налимово — село в Называевском районе Омской области. Административный центр Налимовского сельского поселения.

## История
Основано в 1817 г. В 1928 г. деревня Налимовка состояла из 72 хозяйств, основное население — русские. Центр Налимовского сельсовета Называевского района Омского округа Сибирского края.

## Население
| 1926 | 2002 | 2010 |
| ---- | ---- | ---- |
| 376  | ↗491 | ↘414 |